# エナレス川
エナレス川（エナレスがわ、スペイン語: Río Henares）は、スペインを流れる河川。ハラマ川の支流である。

## 地理
ミニストラ山脈の山麓、カスティーリャ＝ラ・マンチャ州グアダラハラ県シグエンサのオルナ地区に源を発する。
「エナレス」とはスペイン語の「henar」の複数形であり、ラテン語で「干草畑」を意味する「fenum」に由来する。かつてエナレス河岸には干草の産地が広がっていた。主な支流に、トローテ川、ソルベ川、カニャマレス川、サラド川、ドゥルス川、アリエンドレ川、ボルノバ川がある。

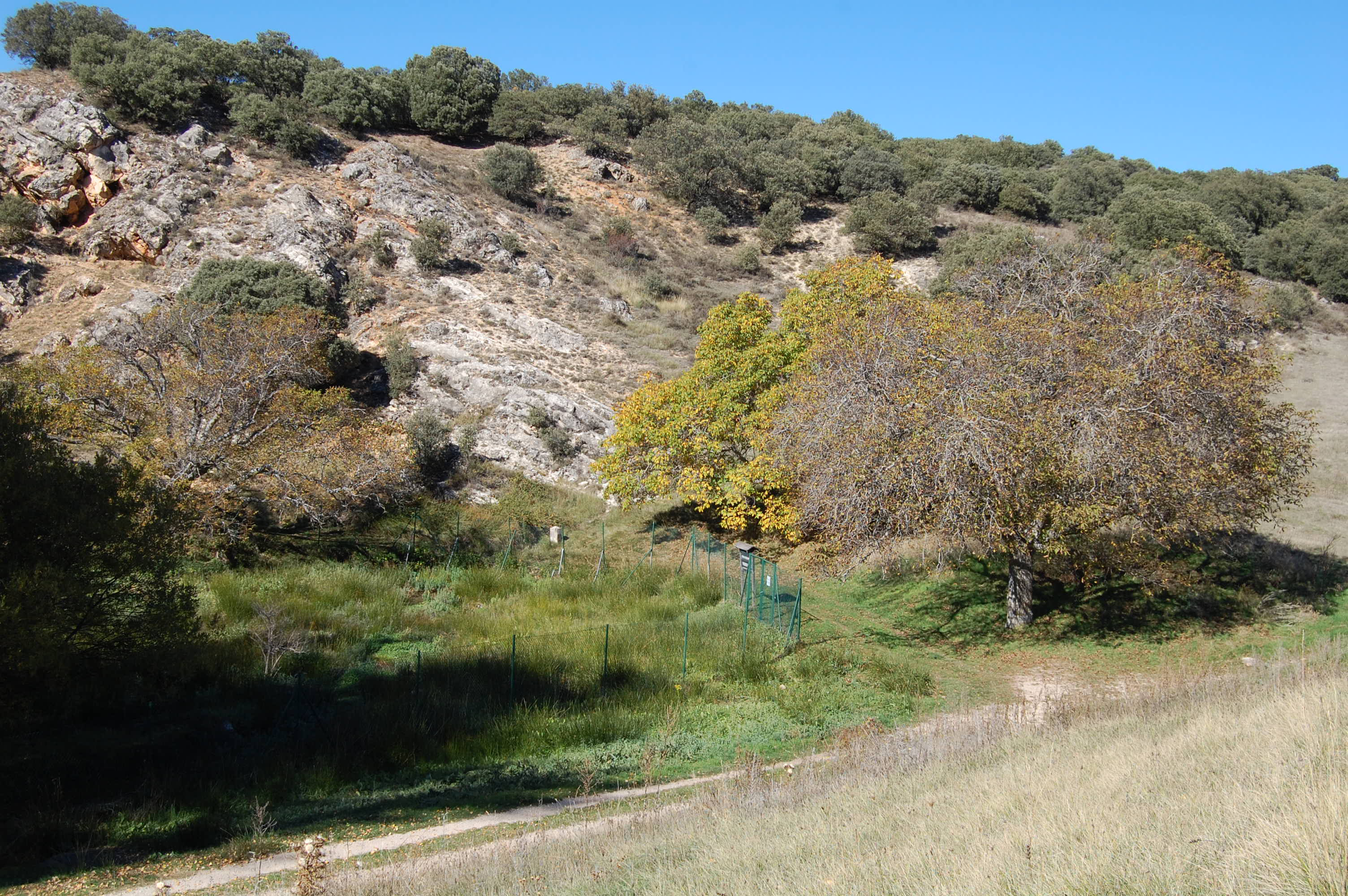
ホルナのヘナレス川の源流。

流域図

座標: 北緯40度24分17秒 西経3度30分04秒 / 北緯40.4048度 西経3.50107度